# Nick Mullens
Nicholas Clayton „Nick“ Mullens (geboren am 21. März 1995 in Hoover, Alabama) ist ein US-amerikanischer American-Football-Spieler auf der Position des Quarterbacks für die Jacksonville Jaguars. Er spielte College Football für die University of Southern Mississippi und stand von 2017 bis 2020 bei den San Francisco 49ers in der National Football League (NFL) unter Vertrag. Anschließend spielte er unter anderem für die Minnesota Vikings.

## Frühe Jahre
Mullens besuchte die Spain Park High School in Hoover, einem Vorort von Birmingham in Alabama. In seiner letzten Saison 2012 warf er dort 3.649 Yards und 40 Touchdowns bei sieben Interceptions und brachte 290 von 452 Pässen an sein Ziel. Er wurde als Gatorade Football Player of the Year des Bundesstaats Alabama ausgezeichnet.

## College
Von 2013 bis 2016 spielte Mullens Football am College. Er besuchte die University of Southern Mississippi und spielte dort für die Southern Miss Golden Eagles in der NCAA Division I FBS.
Insgesamt kam er in den vier Jahren auf 928 erfolgreiche Pässe bei 1546 Passversuchen und 11.994 Yards sowie 87 geworfene Touchdowns. An seinem College stellte Mullens mehrere Rekorde ein, die Brett Favre, Sieger im Super Bowl XXXI sowie dreimaliger NFL Most Valuable Player, vor ihm aufgestellt hatte.

## NFL
Im NFL Draft 2017 wurde Mullens nicht ausgewählt und wurde später von den San Francisco 49ers als Free Agent verpflichtet. Im endgültigen Saisonaufgebot der 49ers wurde er nicht berücksichtigt und stand während der gesamten Saison im Practice Squad.
Nachdem sich Starting Quarterback Jimmy Garoppolo in der Saison 2018 in der dritten Woche bei den Kansas City Chiefs das Kreuzband riss, rückte Mullens als zweiter Ersatz hinter C. J. Beathard in den aktiven Kader auf.
Nach einer Handverletzung von Ersatzmann Beathard fiel auch dieser für das Spiel in der 9. Woche gegen die Oakland Raiders aus, sodass Mullens zu seinem NFL-Debüt kam. Beim 34:3-Sieg gegen die Raiders überzeugte Mullens mit drei Touchdownpässen, 262 Yards und 16 vollständigen Pässen bei 22 Versuchen und einem Quarterback Rating von 151,9, womit er das beste Ergebnis eines Quarterbacks bei seinem Debüt seit der Fusion der NFL mit der AFL 1970 erzielte (mindestens 20 Passversuche). Mullens beendete die Spielzeit mit 2277 Passing Yards, 13 Touchdownpässen und zehn Interceptions.
Wegen einer Knöchelverletzung von Garoppolo kam Mullens ab Woche 2 der Saison 2020 erneut zum Einsatz. Nachdem er sich am 3. Spieltag als Starter gegen die New York Giants stark präsentiert hatte, warf er in der Woche darauf gegen die Philadelphia Eagles drei Interceptions und wurde schließlich für C. J. Beathard ausgewechselt. Am 8. Spieltag verletzte sich Jimmy Garoppolo erneut, sodass Mullens wieder die Position des Spielmachers übernahm. Eine Ellenbogenverletzung beendete die Saison für Mullens nach dem 15. Spieltag. Insgesamt kam er 2020 in zehn Partien zum Einsatz, davon achtmal von Beginn an. Dabei erzielte er bei einer Passquote von 64,7 Prozent 2437 Yards Raumgewinn im Passspiel und warf zwölf Touchdowns und ebenso viele Interceptions.
Im Juni 2021 verpflichteten die Philadelphia Eagles Mullens. Am 28. August wurde er entlassen, nachdem die Eagles Gardner Minshew per Trade verpflichtet hatten. Am 1. September nahmen die Cleveland Browns Mullens für ihren Practice Squad unter Vertrag. Am 15. Spieltag war Mullens gegen die Las Vegas Raiders Starting-Quarterback der Browns, da Baker Mayfield und Case Keenum wegen positiver COVID-19-Tests ausfielen. Bei der 14:16-Niederlage gegen Las Vegas erzielte Mullens bei 66,7 % erfolgreichen Pässen 147 Yards Raumgewinn.
Am 4. April unterschrieb er einen Einjahresvertrag bei den Las Vegas Raiders. Am 22. August 2022 gaben die Raiders Mullens im Austausch gegen einen Conditional-Draft-Pick der 7. Runde 2024 an die Minnesota Vikings ab. Er erhielt den Vorzug gegenüber Kellen Mond und Sean Mannion und ging als Backup-Quarterback der Vikings hinter Kirk Cousins in die Saison. Mullens kam in vier Spielen zum Einsatz und brachte 21 von 25 Pässen für einen Touchdown und eine Interception an.
Im März 2023 verlängerte Mullens seinen Vertrag in Minnesota um zwei Jahre, weiterhin als Ersatzmann für Cousins eingeplant. Da Mullens im Laufe der Saison 2023 selbst wegen einer Rückenverletzung ausfiel, kam er zunächst nicht dazu, Cousins nach seiner Verletzung ab dem achten Spieltag zu vertreten. Am 14. Spieltag wurde Mullens allerdings bei der Partie gegen die Las Vegas Raiders im vierten Viertel beim Stand von 0:0 für den stattdessen spielenden Joshua Dobbs eingewechselt, da dieser nicht überzeugt hatte. Mullens brachte 9 von 13 Pässen für 83 Yards an und die Vikings gewannen das Spiel mit 3:0. Daraufhin wurde Mullens für das Spiel in Woche 15 zum neuen Starter ernannt. Nach zwei Niederlagen – durch die die Chancen der Vikings auf die Play-offs deutlich sanken – gegen die Cincinnati Bengals und die Detroit Lions, bei denen er zwar im Passspiel vier Touchdowns und 714 Yards verzeichnete, aber auch sechs Interceptions warf, wurde Mullens für Rookie Jaren Hall wieder auf die Bank versetzt. Da auch Hall nicht überzeugte, wurde Mullens am nächsten Spieltag zur Halbzeit wieder eingewechselt und war auch in Woche 18 Starter. In der Saison 2024 kam er als Nummer zwei hinter Sam Darnold kaum zum Einsatz.
Im März 2025 unterschrieb Mullens einen Zweijahresvertrag bei den Jacksonville Jaguars als Backup von Trevor Lawrence.

## NFL-Statistiken
| 2017                               | SF     | kein Einsatz | kein Einsatz | kein Einsatz | kein Einsatz | kein Einsatz | kein Einsatz | kein Einsatz | kein Einsatz |
| 2018                               | SF     | 8            | 8            | 176–274      | 64,2         | 2277         | 13           | 10           | 90,8         |
| 2019                               | SF     | 1            | 0            | 0–0          | 0,0          | 0            | 0            | 0            | 0,0          |
| 2020                               | SF     | 10           | 8            | 211–326      | 64,7         | 2437         | 12           | 12           | 84,1         |
| 2021                               | CLE    | 1            | 1            | 20–30        | 66,7         | 147          | 1            | 0            | 89,2         |
| 2022                               | MIN    | 4            | 0            | 21–25        | 84,0         | 224          | 1            | 1            | 100,7        |
| 2023                               | MIN    | 5            | 3            | 100–148      | 67,6         | 1306         | 7            | 8            | 88,4         |
| 2024                               | MIN    | 4            | 0            | 2–2          | 100,0        | 38           | 0            | 0            | 118,7        |
| Gesamt                             | Gesamt | 33           | 20           | 530–805      | 65,8         | 6429         | 34           | 31           | 88,3         |
| Quelle: pro-football-reference.com |        |              |              |              |              |              |              |              |              |